# Myrmica titanica
Myrmica titanica  (лат.) — вид муравьёв рода Myrmica (подсемейство мирмицины), крупнейший его представитель.

## Распространение
Юго-Восточная Азия: северный Вьетнам (Lao Cai, Sa Pa, Fan Sipan), на высотах 2000—2200 м.

## Описание
Мелкие красновато-коричневые муравьи длиной около 7 мм (крупнейший вид рода Myrmica) с очень длинными шипиками заднегруди. Жвалы с 7-8 зубцами. Грудь и голова грубо сетчато скульптированы; брюшко гладкое и блестящее. Длина груди более 3,3 мм. Длина головы рабочих 2,10—2,14 мм (ширина 1,83—1,88). Грудь длинная и низкая. Стебелёк между грудкой и брюшком состоит из двух члеников: петиолюса (длинный и узкий) и постпетиолюса (последний четко отделен от брюшка), жало развито, куколки голые (без кокона). Обнаружен в древесине.

## Систематика
Близок к видам комплекса Myrmica ritae-complex из группы Myrmica ritae-group, отличаясь от них пунктурами между бороздками на петиоле и постпетиоле. Вид был впервые описан в 2001 году и из-за своего крупного размера назван в честь мифологических богов Титанов.